# Bronisław Klabiński
Bronisław Klabiński (* 20. August 1924 in Herne, Deutschland; † 13. September 1999 in Menen, Belgien) war polnischer Nationalität und betrieb in Frankreich Straßenradsport.

## Sportliche Laufbahn
Bronisław Klabiński ist einer von fünf Brüdern, die alle Radsport betrieben. Seine Familie lebte in den 1920er Jahren in Deutschland, in den 1930er Jahren in Polen und seit den 1940er Jahren in Frankreich.
Zur III. Internationalen Friedensfahrt 1950 ging erstmals eine fünfköpfige Mannschaft, gebildet aus in Frankreich lebenden Polen, an den Start. Unter ihnen waren drei der Klabiński-Brüder, auch Bronisław Klabiński. Dieser wurde zu einem der auffallendsten Akteure des Etappenrennens von Warschau nach Prag. Er eroberte sich mit dem Gewinn der zweiten Etappe das Gelbe Trikot des Spitzenreiters in der Gesamtwertung und trug es bis zum fünften Tagesabschnitt. Bis zum Schluss lieferte er sich einen Zweikampf mit dem Dänen Willy Emborg und wurde schließlich, nachdem er auch noch die siebte Etappe gewonnen hatte, Zweiter der Gesamt-Einzelwertung. Auch an der Friedensfahrt 1951 von Prag nach Warschau beteiligte sich Bronisław Klabiński im Rahmen der französisch-polnischen Mannschaft, diesmal zusammen mit seinem Bruder Feliks Klabiński. Seine führende Rolle von 1950 konnte er nicht wiederholen und schied aus dem Rennen aus. Sein Bruder Wladyslaw belegte Platz 29.

## Familie
Bronisław Klabiński war der jüngere Bruder von Edward und der ältere Bruder von Władysław, die ebenfalls Radrennfahrer waren.